# Campionati europei di ciclismo su strada 2019 - Gara in linea femminile Under-23
La gara in linea femminile Under-23 dei Campionati europei di ciclismo su strada 2019, venticinquesima edizione della prova, si disputò il 9 agosto 2019 su un circuito di 11,5 km, da ripetere 8 volte, per un percorso totale di 92 km, con partenza ed arrivo ad Alkmaar, nei Paesi Bassi. La vittoria fu appannaggio dell'italiana Letizia Paternoster, che terminò la gara in 2h15'00" alla media di 40,89 km/h, precedendo la polacca Marta Lach e l'olandese Lonneke Uneken.
Partenza con 80 cicliste, delle quali 57 conclusero la competizione.

## Squadre e corridori partecipanti
| N.    | Cod. | Squadra     |
| ----- | ---- | ----------- |
| 1-6   | NLD  | Paesi Bassi |
| 7-12  | ITA  | Italia      |
| 13-18 | DEU  | Germania    |
| 19-24 | RUS  | Russia      |
| 25-30 | FRA  | Francia     |
| 31-34 | NOR  | Norvegia    |
| 35-37 | GBR  | Regno Unito |
| 38-43 | POL  | Polonia     |
| 44-46 | BLR  | Bielorussia |
| 47-49 | CZE  | Cechia      |
| 50-54 | UKR  | Ucraina     |

| N.    | Cod. | Squadra     |
| ----- | ---- | ----------- |
| 55    | HUN  | Ungheria    |
| 56    | ISR  | Israele     |
| 57    | CRO  | Croazia     |
| 58-59 | LUX  | Lussemburgo |
| 60    | PRT  | Portogallo  |
| 61-65 | BEL  | Belgio      |
| 66-70 | ESP  | Spagna      |
| 71-75 | SWI  | Svizzera    |
| 76-77 | SVK  | Slovacchia  |
| 78-79 | EST  | Estonia     |
| 80    | SWE  | Svezia      |

## Ordine d'arrivo (Top 10)
| Pos. | Corridore           | Squadra     | Tempo    |
| ---- | ------------------- | ----------- | -------- |
| 1    | Letizia Paternoster | Italia      | 2h15'00" |
| 2    | Marta Lach          | Polonia     | s.t.     |
| 3    | Lonneke Uneken      | Paesi Bassi | s.t.     |
| 4    | Maria Martins       | Portogallo  | s.t.     |
| 5    | Franziska Koch      | Germania    | s.t.     |
| 6    | Ingvild Gåskjenn    | Norvegia    | s.t.     |
| 7    | Clara Copponi       | Francia     | s.t.     |
| 8    | Pfeiffer Georgi     | Regno Unito | s.t.     |
| 9    | Aline Seitz         | Svizzera    | s.t.     |
| 10   | Elisa Balsamo       | Italia      | s.t.     |